# San Giorgio in Bosco
San Giorgio in Bosco – miejscowość i gmina we Włoszech, w regionie Wenecja Euganejska, w prowincji Padwa.
Według danych na rok 2004 gminę zamieszkiwało 5828 osób, 208,1 os./km².